# Лесной сельский округ (Аккайынский район)
Лесной сельский округ (каз. Лесной ауылдық округі) — административная единица в составе Аккайынского района Северо-Казахстанской области Казахстана. Административный центр — село Ленинское.
Население — 1512 человек (2009, 2166 в 1999, 2706 в 1989).

## История
Ленинский сельсовет образован 27 октября 1924 года.  12 января 1994 года постановлением главы Северо-Казахстанской областной администрации создан Ленинский сельский округ. 10 января 1999 года решением акима Северо-Казахстанской области переименован в Лесной сельский округ..

## Социальные объекты
В округе функционирует 2 школы, 2 дошкольных мини-центра.
Функционирует врачебная амбулатория, медицинский пункт, дом культуры, отделение "Казпочта", библиотека.
Водоснабжение осуществляется по разводящей сети через групповой водопровод.
Доступ к широкополосному Интернету имеется.

## Состав
Село Кызыл жулдыз было ликвидировано в 2010 году.
В состав округа входят такие населенные пункты:
| Населенный пункт   | Население, человек (1989) | Население, человек (1999) | Население, человек (2009) |
| ------------------ | ------------------------- | ------------------------- | ------------------------- |
| Дайындык, село     | 289                       | 248                       | 182                       |
| Кызыл жулдыз, село | 333                       | 216                       | 6                         |
| Ленинское, село    | 2084                      | 1702                      | 1324                      |